# Церковь Айос Элефтериос
А́йос-Элефте́риос (Άγιος Ελευθέριος), также Малая Митрополия ( Μικρή Μητρόπολη) или Панагия Горгоэпикос (Παναγία Γοργοεπίκοος)) — небольшая крестово-купольная византийская церковь в Афинах, находящаяся рядом с кафедральным Собором Благовещения Пресвятой Богородицы на площади Митрополеос в одноименном районе.

## История и датировка
Церковь построена на руинах древнего храма, посвященного богине Илифии.
Точная дата строительства неизвестна: исследователи предлагают датировку с IX по XIII века.
Церковь посвящена Панагии Горгоэпикос (Богоматерь-Скоропослушница) и св. Элефтерию (помощник в родах).
С 1841 года здание использовалось как библиотека.

## Архитектура и декорация

### Архитектура
Здание имеет маленький размер: 7,6 метров (25 футов) в длину и 12,2 метра (40 футов) в ширину. Церковь в плане имеет три нефа, каждый из которых оканчивается апсидой: центральная выше боковых. Октагональный купол изначально поддерживался четырьмя колоннами, однако в 1833 году они были заменены на столбы.

### Скульптурный декор. Использование сполий
Несмотря на типичный для этого периода крестово-купольный тип, церковь очень отличается от других памятников и в Афинах, и на территории всей Византийской империи: она построена из мраморных и известняковых блоков, так называемых сполий — фрагментов разрушенных зданий и монументов: античных надгробных рельефов, скульптурных фризов, посвятительных табличек и даже фрагментов саркофагов. 

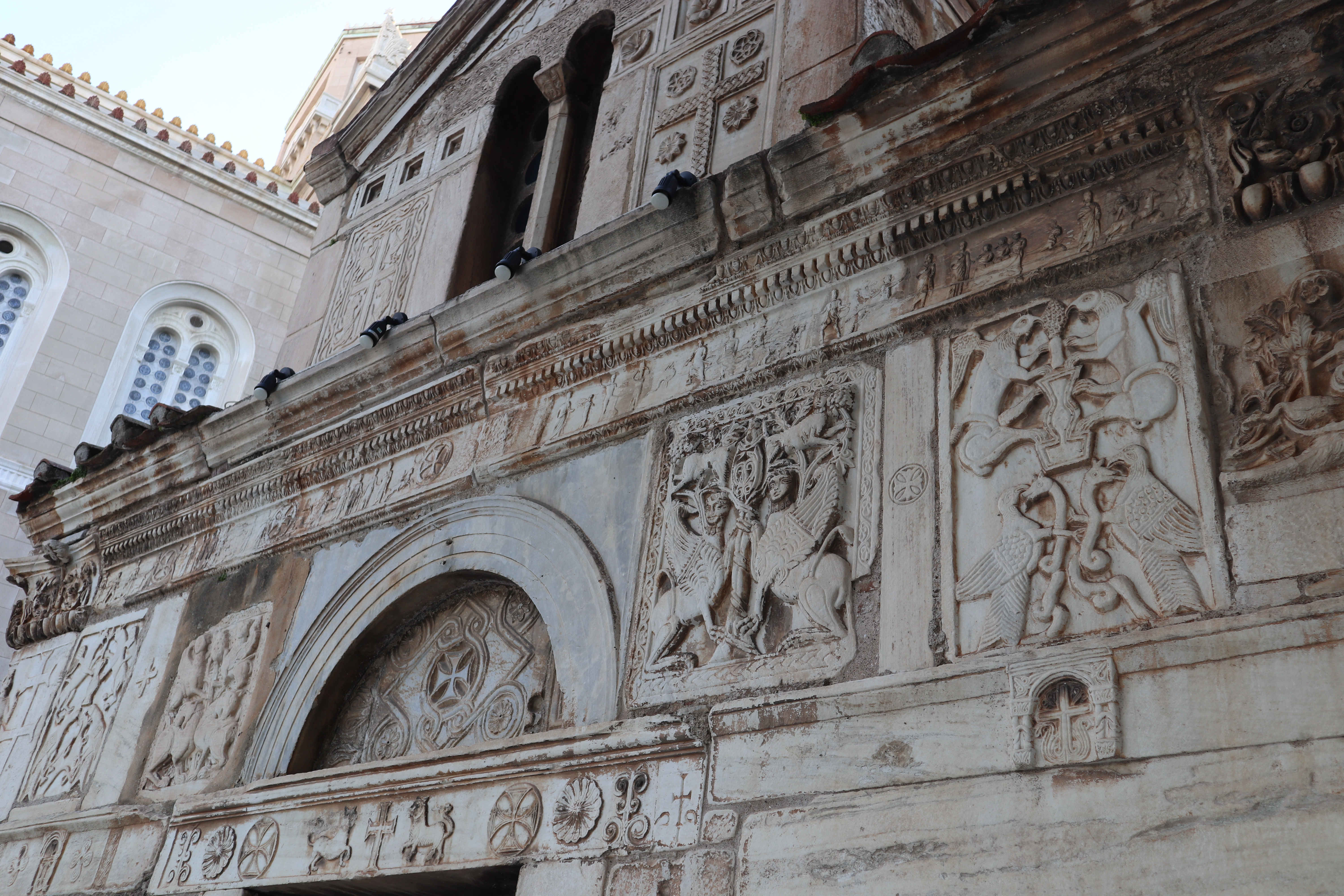
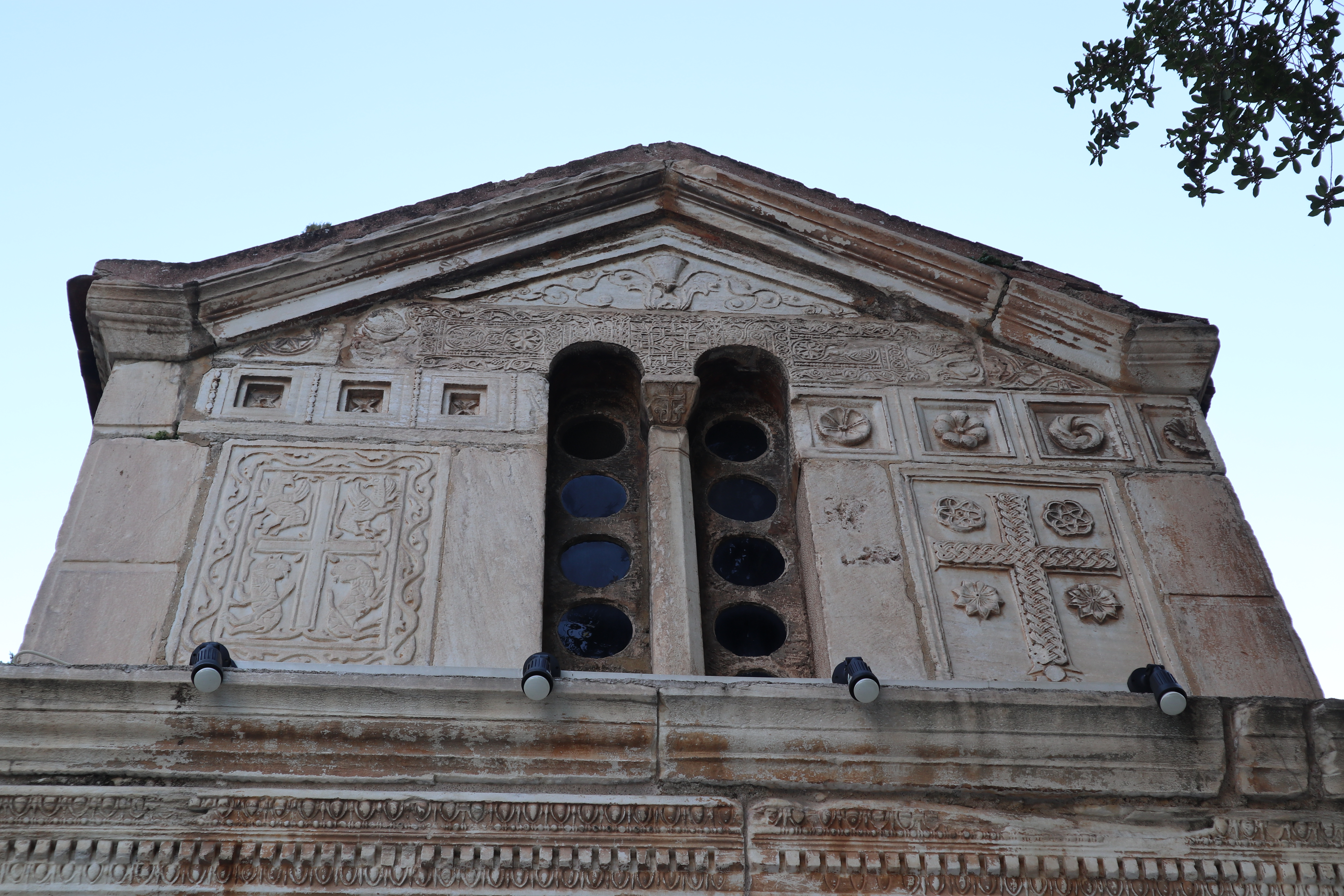
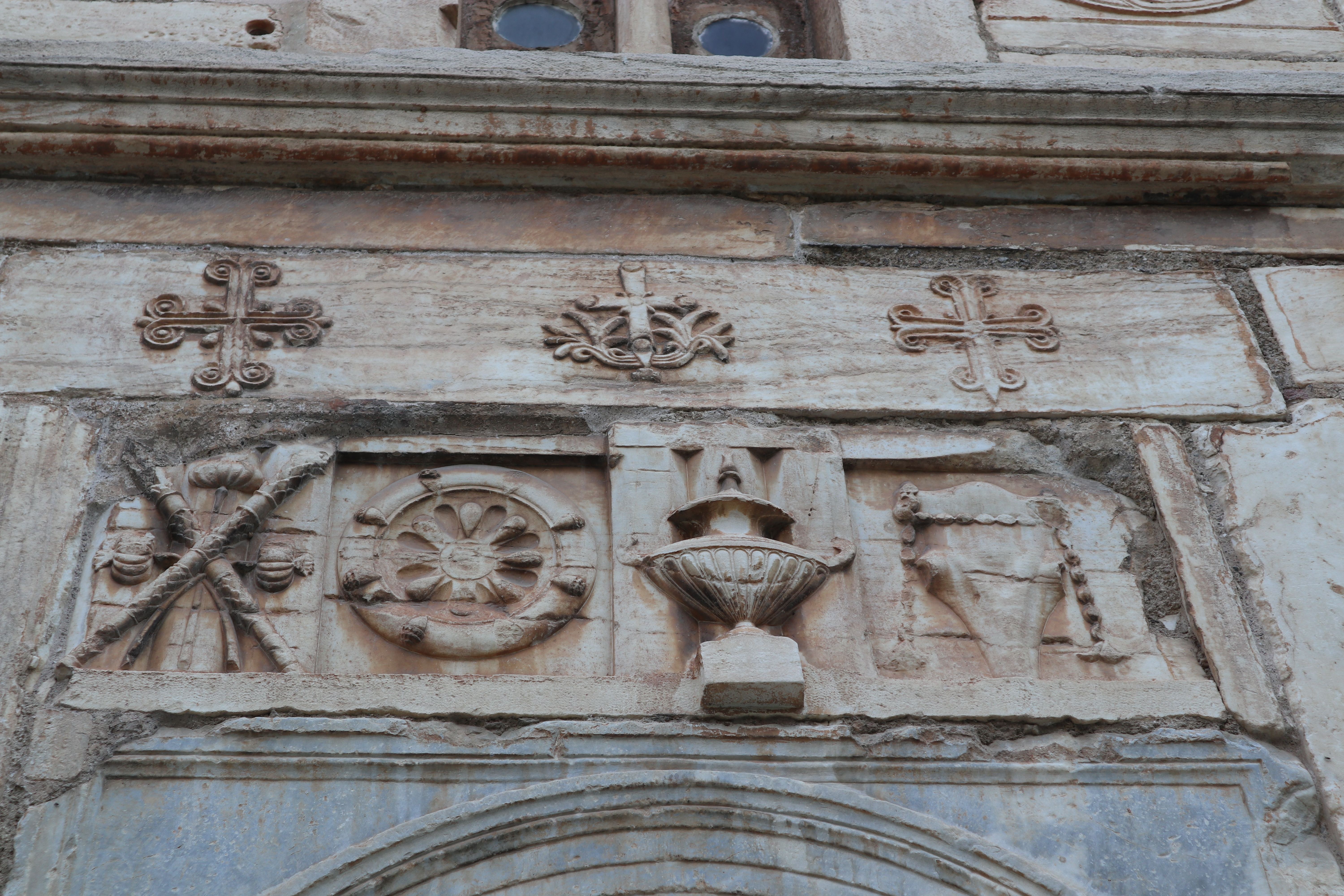
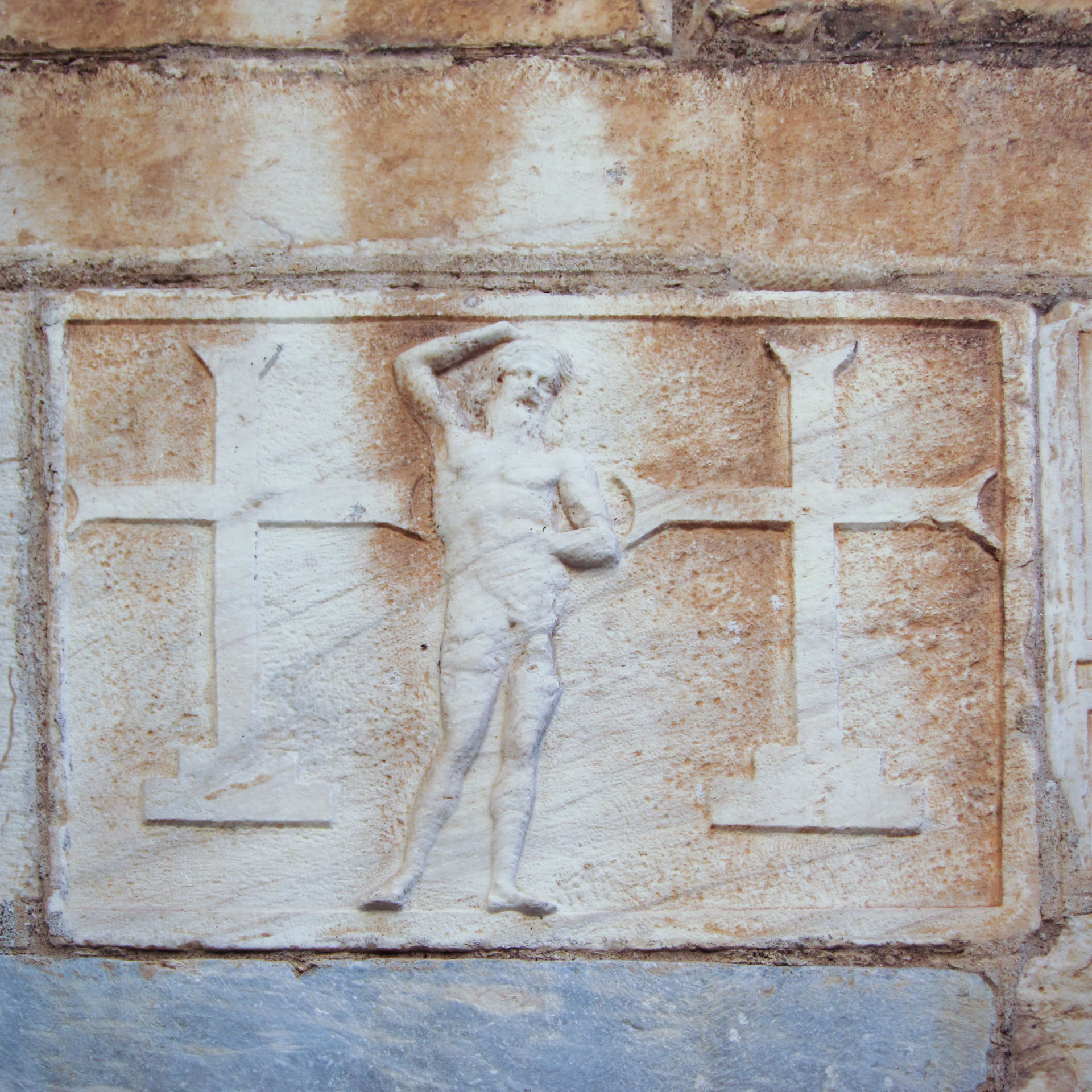
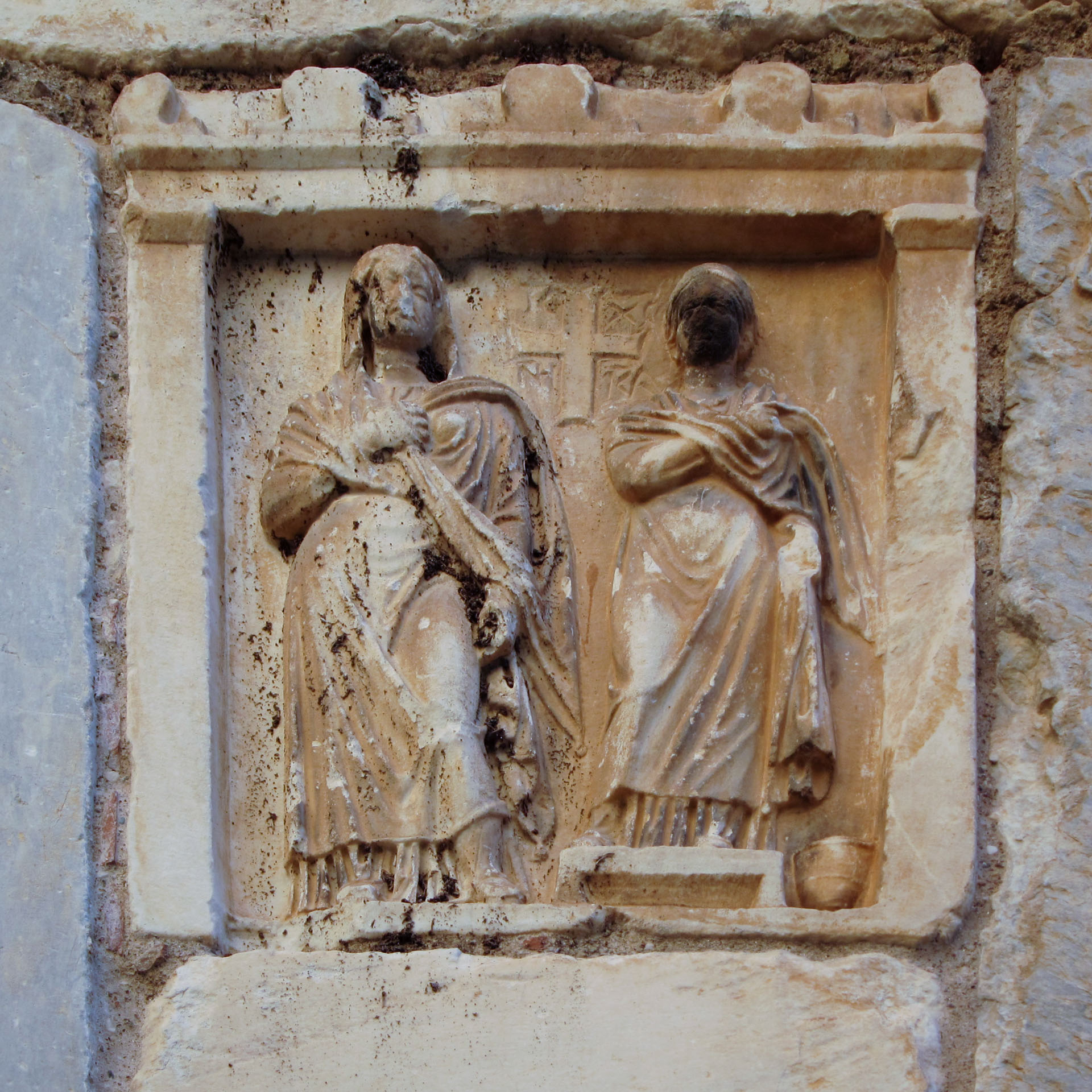
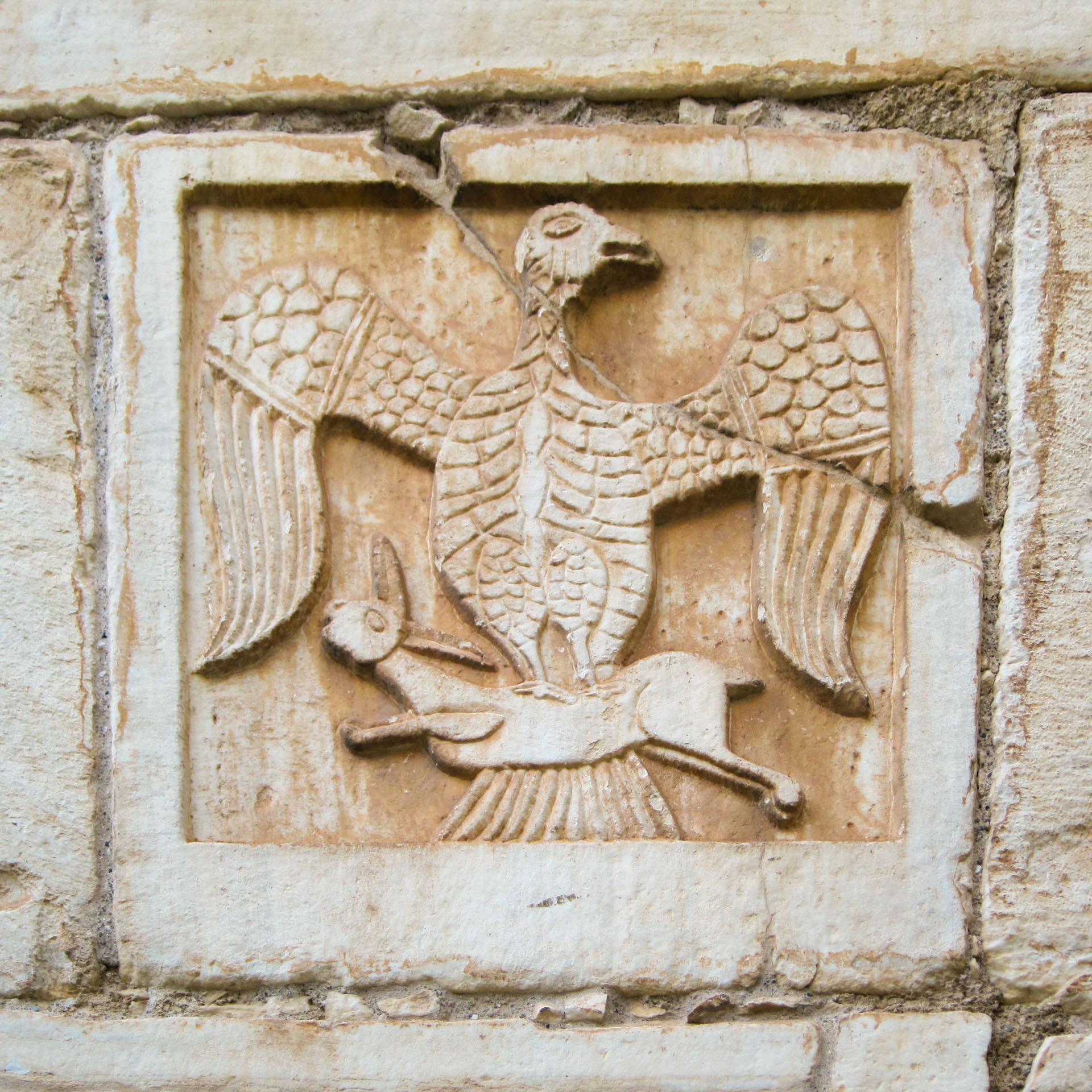

Если первый ярус сложен из ординарных блоков, то на уровне архивольта начинается фриз из затейливо декорированных камней, иногда даже со скульптурными элементами разных периодов: встречаются как языческие античные образы, так и персонажи средневекового бестиария. Суммарно использовано более 100 камней, являвшихся ранее частью других построек: преимущественно они восходят к раннехристианскому периоду. Проблема применения блоков с языческими изображениями, включавшими в себя и фигуры обнаженных богов, решалась просто — на блоке дополнительно вырезались кресты или другие христианские символы.
Для византийской архитектуры этого периода было скорее характерно строительство из кирпича — здесь он использован только в куполе.
Один из блоков представляет собой триглифно-метопный фриз с факелами, букраниями и фиалами — возможно, он происходит из Элевсиниона на Афинской агоре.
Особый интерес представляет двухчастный фриз на входном фасаде, который датируется первым веком до нашей эры и изображает аттический календарь с религиозными фестивалями (зодиакальные символы, панафинейские шествия, сбор урожая и т.д.).
Существуют и средневековые сполии как отголоски времён четвертого крестового похода — гербы семей Вилардуэн и де ла Рош, очевидно связанные с князем Ахейи Жоффруа I Виллардуэном и первым герцогом Афинским Оттоном де ла Рошем.

### Внутренний декор
Внутри стены были расписаны фресками, однако сохранилось лишь одно изображении Панагии в центральной апсиде.

## Галерея

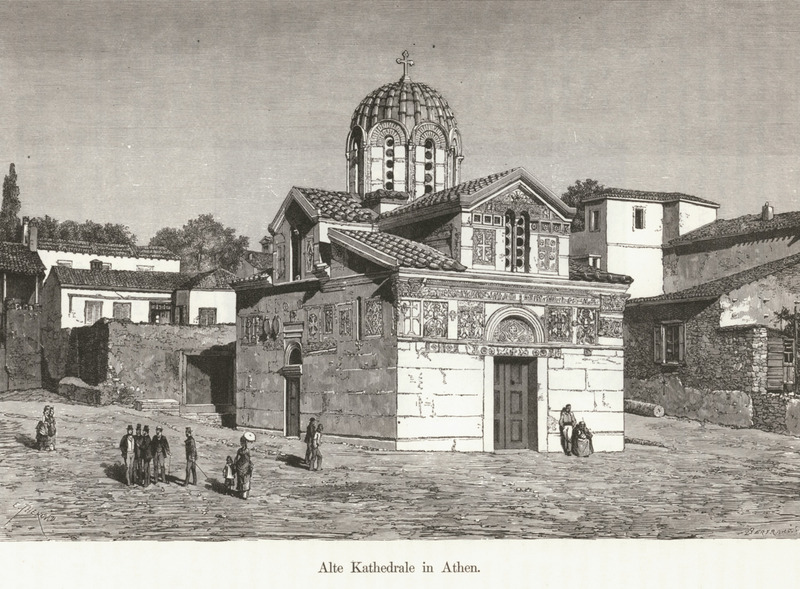
Рисунок 1887 года
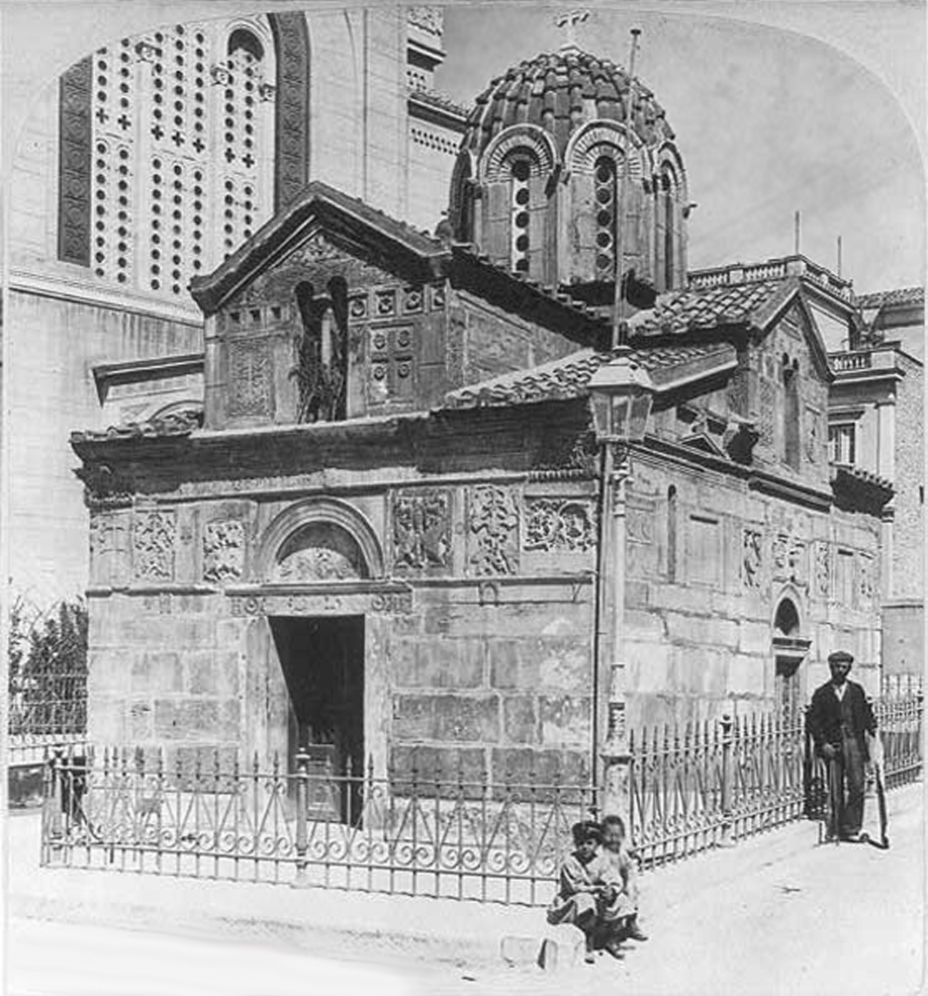
Фотография церкви в 1901 году
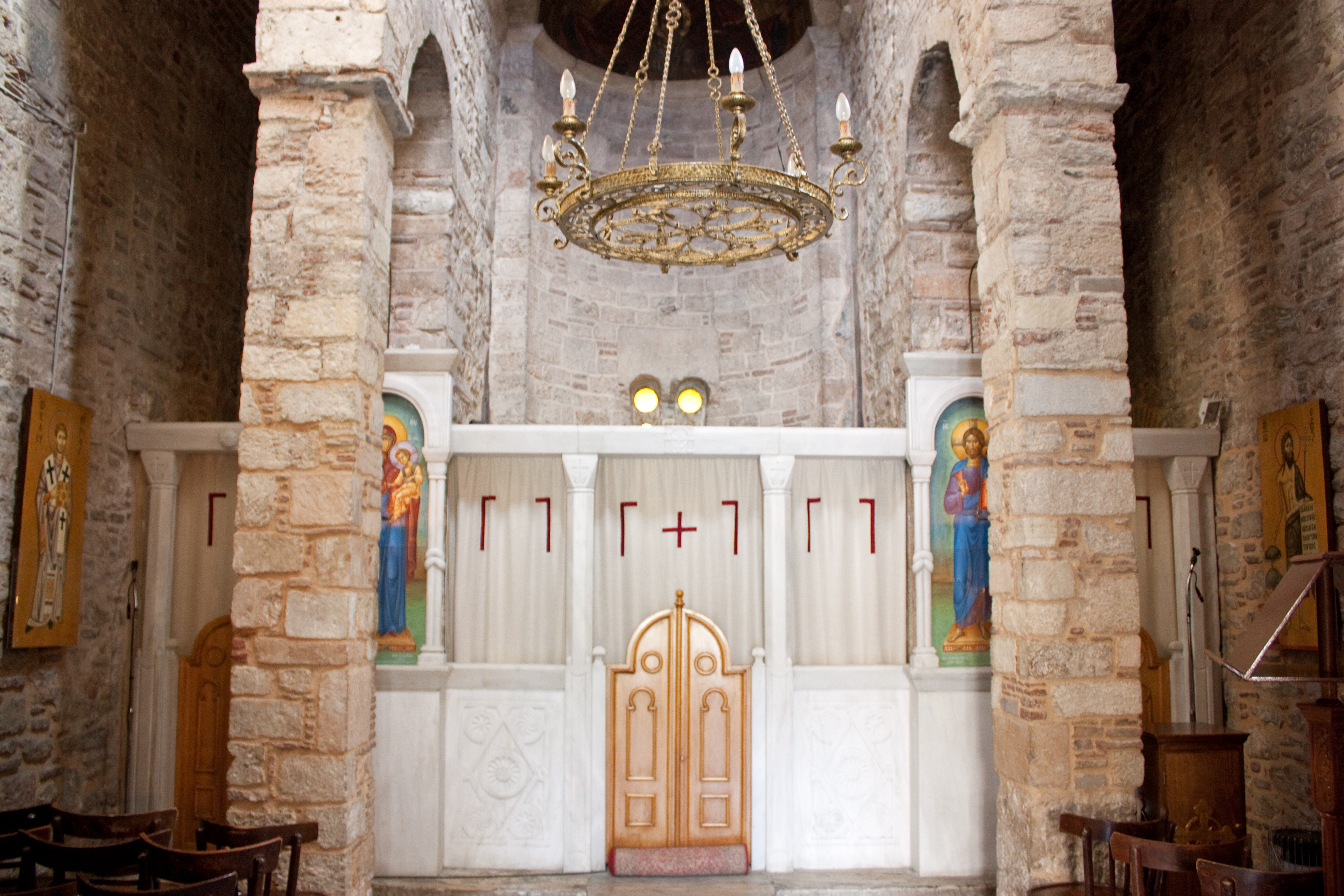
Интерьер
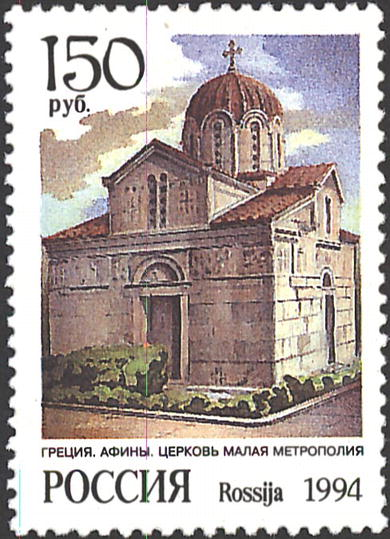
Церковь на российской марке 1994 года
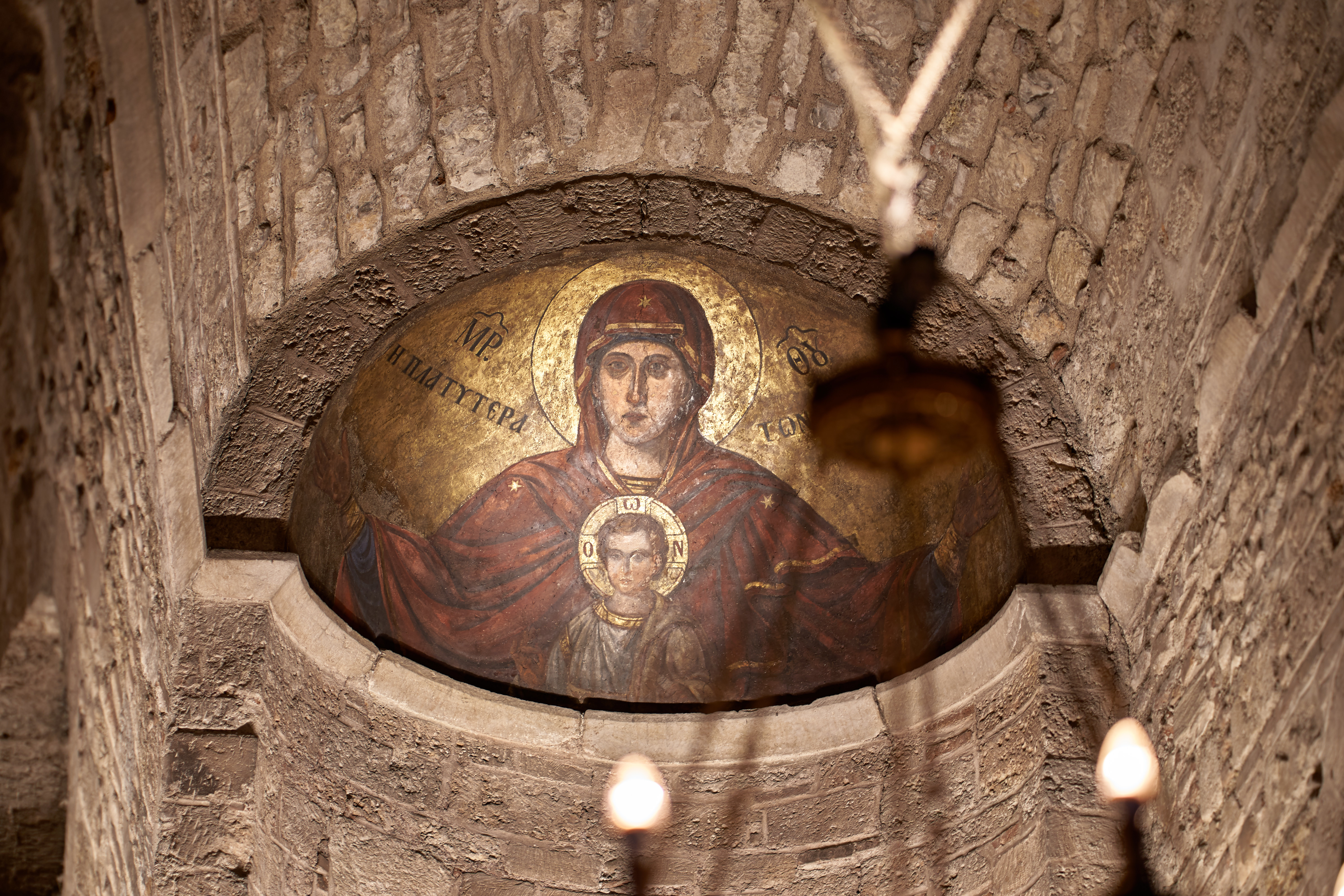
Фреска в конхе центральной апсиды
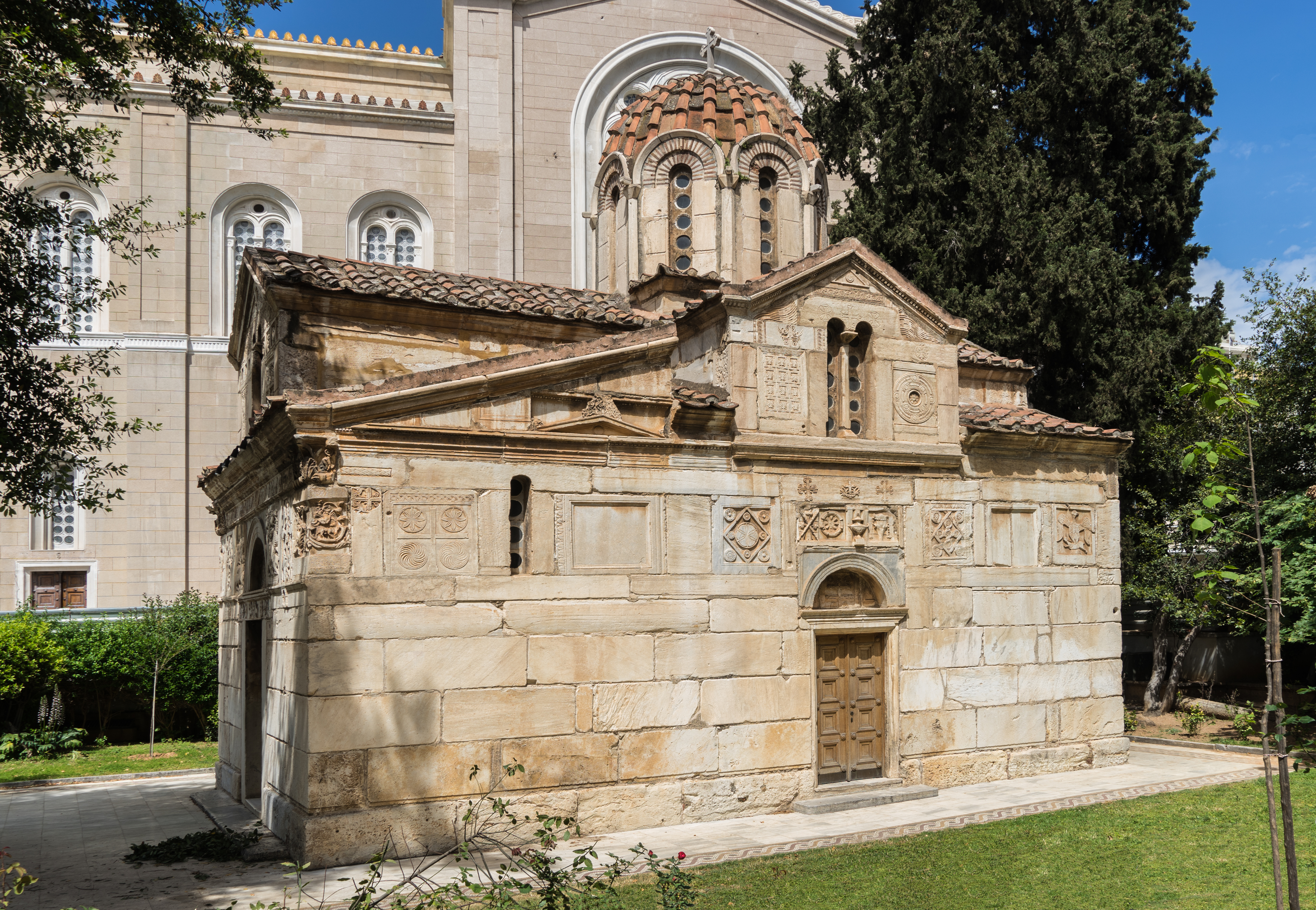
Современное состояние храма